# Ron Naspo
Ron Naspo (* um 1940) ist ein US-amerikanischer Musiker (Kontrabass) und Hochschullehrer.

## Leben und Wirken
Naspo hatte Instrumentalunterricht bei Frederick Zimmermann, Gary Karr, Homer Mensch und Alvin Brehm. Er erwarb den Masterabschluss in Musikpädagogik. Im Laufe seiner Karriere arbeitete er sowohl im Bereich des Jazz als auch der Klassischen Musik, so mit der Florida Symphony, der New Jersey Symphony und dem American Symphony Orchestra (unter Leopold Stokowski) sowie mit Stan Kenton, Sonny Rollins, Wild Bill Davison, Bucky Pizzarelli und Billy Maxted (1966). Mit dem Robert Joffrey Ballet und mit dem Don Shirley Trio war auf Gastspielreisen in den USA und Kanada.
Im Bereich des Jazz war er zwischen 1990 und 2012 an elf Aufnahmesessions beteiligt, u. a. auch mit Frank Basile sowie einem gemeinsamen Trio mit Derwyn Holder und Sue Terry (Time Being, 1999). Naspo unterrichtete als Professor Kontrabass, E-Bass und Improvisation an der Montclair State University, am William Paterson College in Wayne (New Jersey) und nach seiner Emeritierung in seinem Heimatort Montclair (New Jersey).

## Diskographische Hinweise
- Bob McHugh / Ron Naspo / David Humm Pure Imagination (Lunge Music 2010)
- Bob McHugh / Ron Naspo Not too Long Ago (Lunge Music 2008)